# Jarzębiec (województwo opolskie)
Jarzębiec – osada w Polsce położona w województwie opolskim, w powiecie namysłowskim, w gminie Domaszowice.
W latach 1975–1998 miejscowość administracyjnie należała do ówczesnego województwa opolskiego.